# 媒介即訊息
“媒介即訊息”（英語：The medium is the message）是由加拿大學者馬素·麥克魯漢提出的一個傳播學概念，意思是人們理解一個訊息時會受到其傳播方式的影響，傳播媒介的形式本身早嵌入了該訊息當中，訊息跟其傳播媒介之間有著共生關係。

## 主要概念
麥克魯漢認為，「人際交往和行動的規模和形式」是由媒介塑造和控制的。以電影為例，他認為電影媒介對速度和時間觀念的處理手法，把「順序和鏈接的世界」轉變成「具創意地配置和築構的世界」。因此，電影媒介本身的訊息，就是從「順序鏈接」到「配置」的過渡。
基於媒介本身就是訊息的說法，他提出「媒介所傳遞的內容本身是另一種媒介」－因此，電報的內容是印刷，印刷的內容是寫作，而寫作的內容是說話。
麥克魯漢對「媒介」有著較廣義的理解。他認為電燈泡能夠清楚表述「媒介即訊息」的概念。電燈泡不像報紙和電視般提供文章和節目等內容，可是它仍然是一個能夠影響社會的媒介。
相似地，電視新聞報導一宗令人髮指的罪案，其主要訊息並非其內容－即新聞故事本身－而是在於電視新聞廣播把類似的罪案在晚飯時間直接帶到大眾家中，因而令公眾對罪案的態度有所改變。
因此在《理解媒介》中 ，麥克魯漢形容媒介所載的「內容」為盜賊帶著的一塊鮮肉，用以引開人們思想的看門狗。意思是人們在通過媒介取得訊息時，往往只著意於顯而易見的，即是其內容，但在過程當中我們很大程度上錯過了一些微妙的、經過長時間地引入到我們當中的結構性變化。當社會的價值觀，規範和做事方式因為科技而改變，我們才知悉媒介對社會的影響。